# 中野テルヲ
中野 テルヲ（なかの てるお、1963年8月12日 - ）は日本のシンガーソングライター、作曲家、編曲家。東京都出身。
1986年、平沢進率いるテクノポップバンドP-MODELに参加したのを期に、表立った音楽活動を開始する。初期は本名 中野照夫で活動を行うが、1990年のLONG VACATION加入から中野テルヲと名乗るようになる。その後も様々なミュージシャンと共に楽曲を発表。ある時期から、コンピュータなどを用いた電子音楽を演奏に用いるようになり、独自のパフォーマンスと共に知られる事となる。
家族には弟がおり、2010年8月に『けいおん!』の中野梓のフィギュアを差し入れてきたことで話題となった。

## 来歴
1984年頃に平沢進にデモテープを渡したことからP-MODELにローディーとして出入りするようになり、旬や『SCUBA』などに参加。横川加入前のP-MODELのサポートでベースを弾いたこともある。
1986年、P-MODELにベーシストとして加入。この時横川、三浦が同時に脱退しており、平沢に空席となっていたベースとキーボードのどちらかを選択させられたという。同年アルバム『ONE PATTERN』発表。
1987年、アルバム「モンスター」製作開始。「CALL UP HERE」等3曲を制作するが、レコード会社との契約が上手くいかず発表されなかった（「太陽系亞種音」にライブ音源が収録されている）。
1988年、P-MODELライブビデオ『三界の人体地図』発表。その後活動凍結。三浦俊一（元・P-MODEL）のバンド、ステレオスコープ（のちにSonic Skyと改名）にベースで加入。
1991年、ケラリーノ・サンドロヴィッチ、みのすけと共にポップスとテクノのためのユニット、LONG VACATIONを結成。シンセサイザー他を担当。アルバム『LONG VACATION'S POP』、『SUMMER LOVERS』をはじめ、活動を休止するまでに残した作品は25タイトルにも及ぶ。
1995年、LONG VACATIONが21世紀までの活動休止を宣言し、ソロ活動へ移る。
1996年、初のソロアルバム『User Unknown』(DIW/SYUN)発表。1997年1月、渋谷ON AIR WESTにてCD発売記念ライブ。センサーを用いた手刀（レーザーを“切る”ことによって信号が発せられる。手かざしではない）演奏法で、数千枚のグラフィックスと音楽を即時制御する独自のパフォーマンスを披露。
1999年3月、インターネット上での音楽配信を開始。「Winter Mute part II」(MP3)を皮切りに全4タイトルを発売。これらの作品は2001年に「1/1 Loading Plan」と名付けられ、CDシングル化された。ただし「RAM Running」のみMP3とは別バージョンとなっている。このシングルシリーズはプレス盤ながら1枚400円という価格設定で、SPA!（2001年11月21日号）「激安カルチャー商品コレクション」特集で取り上げられた。
1999年4月、平沢進ライブ「Live-Phonon - 渡橋する声軍」（渋谷ON AIR EAST）に出演。
2001年、モノグラムに参加。モノグラムとしての音源は、2001年4月7日渋谷nestで行われたライブにて配布されたデモCDR「Graphite.4.56」があり、担当はelectronicsとなっている。
2003年8月、ギャラリーtrayでの高橋芳一「UTS展」に参加。高橋とUTSによる演奏を行う。
その後しばらく表立った活動を行わなくなる。後にその理由として、機材の肥大化によりライブを行うこと自体が難しくなったことを挙げている。
2009年10月、新宿ロフトで1ヶ月間行われた「DRIVE TO 2010」平沢進プレゼンツの日に出演。8年ぶりにステージに立つ。手刀演奏など従来通りの演奏スタイルを保ちつつ、機材のスリム化が図られ、音楽的志向はよりダブ要素が濃いものとなっている。
2023年4月、「中野テルヲ Songbook」と題し、アコースティックギターと歌を中心に、少々のエレクトリックガジェットでそれらを彩るライブスタイルを開始。これまで東京（下北沢440）、京都（ライブスポットラグ）、愛知（名古屋今池Tokuzo）にて開催されており、飲食可能なディナーショー形式のライブとなっている。

## 使用機材

### タルボベース
貴重なオリジナルモデルのタルボベースをP-MODEL時代から使用している。LONG VACATION以降ベーシストとしての活動は減ったが、2010年10月、折茂昌美(Shampoo)とのユニットで久々に使用された。

### FERNANDES Art Wave V-7
P-MODEL初期に平沢進も使用していたモデル。現在は2本保有しており、それぞれブラックとシルバーに塗装している。

### 自作楽器
LONG VACATIONに在籍している頃から、元・P-MODEL高橋芳一の開発・製作による自作楽器群「Under Techno System」（略称: UTS）を用いたパフォーマンスを取り入れ始めた。超音波センサーを手刀で作動させる「手刀演奏」は中野テルヲの代名詞のようになっている。
1994年、ヒカシューの坂出雅海と共に電子楽器/センサーによる実験的パフォーマンスを行う。
1995年、古村昌史と共同でインタラクティブフロッピー作品「UHLANDSTR ENDLESS1～6」発表。Macintoshのみ対応。なお、4〜6は1998年にオンライン発売された。ICCワークショップ「楽器とアンサンブルのいまとここ」に参加。「NICE POSE1」と名付けられた作品は、全身をワイヤーで吊り下げられポージングによりセンサーをコントロールするものであった。

### スカイセンサー
演奏時にノイズ発生器としてスカイセンサーを多用する。その名を冠した「Let's Go Skysensor」という曲もある。使用機種はICF-5900。

### オシレータ―
自身の楽曲にて多用されているサイン派を生成する装置。ライブステージにおいても単独または複数設置され、通称「オシレー隊」と呼ばれる。自身の公式noteにて一部紹介されている。
- 安立電気 WG-211型 1号信号発生器[3]
- 安立電気 MG426A発振器[4]

### PO-20
Teenage Engineering社の小型シンセサイザー。近年の機材のスリム化に伴い、シンセサイザーのソロパートを本機1台で担うこともある。アーケードゲームのようなディスプレイ、サウンドをモチーフにしている。2023年には本人のX（旧Twitter）に試奏の様子が投稿された。中野テルヲSongbookにおいてもスパイス的なエレクトリックサウンドとして使用される。

## 作品
- P-MODEL
  - ONE PATTERN (1987年 ALFA RECORDS)
  - 三界の人体地図 (1988年 MODEL HOUSE) - VHS、1996年再発 (DIW/SHUN)、2005年DVD (TESLAKITE, CHTE-0032) で再発
- Sonic Sky
  - Sonic Sky (1989年 MIRACLE BOX, MBC-001-CD)
- LONG VACATION - 全25作品
- 中野テルヲ+折茂昌美
  - 真空のトリル（2012年10月5日 Beat Surfers Inc. BS-1005）

### ソロアルバム
- User Unknown (1996年12月10日 DIW/SYUN, SYUN-015)
- Dump Request 99-05 (2005年11月5日 SEAL-S FLOOR, SE01)
- Signal/Noise (2011年4月27日 電子音楽部, DDCH-2325)
- Oscillator and Spaceship (2012年3月21日 電子音楽部, DDCH-2330)
- Deep Architecture (2013年8月21日 電子音楽部, DDCH-2339)
- Swing (2015年1月14日 電子音楽部, DDCH-2350)
- Pandora Autoload (2018年8月22日 Beat Surfers, BSUK-1011)

### ソロ作品
- MP3
  - Winter Mute (part II) (1999年3月)
  - Winter Mute (part I) (1999年4月)
  - Let's Go Skysensor (1999年11月)
  - RAM Running (2001年6月)

- 1/1 Loading Plan - CDシングル
  - Winter Mute (part I) (2001年6月 SEAL-S FLOOR, LOAD-0001)
  - Winter Mute (part II) (2001年6月 SEAL-S FLOOR, LOAD-0002)
  - Let's Go Skysensor (2001年6月 SEAL-S FLOOR, LOAD-0003)
  - RAM Running (2001年6月 SEAL-S FLOOR, LOAD-0004)

- Pilot Run  - 自主制作CD-R
  - Pilot Run vol.1 (2009年11月)
  - Pilot Run vol.2 (2010年6月)

- Live at Shibuya Nest 1998062021 (2010年5月) - インスト中心のライブアルバム (CD-R)

- トロイの木馬 (1993年5月 POR SUPUESTO RECORDS, STAP-0312) - FMラジオ番組「トロイの木馬」（メインパーソナリティ: 加藤賢崇）企画のオムニバス

M11: Imagine
- MUSIQUE NON STOP ～A TRIBUTE TO KRAFTWERK (1998年9月 東芝EMI, TOCT-10455) - クラフトワークのトリビュート

M2: Computer Love
- 電子音楽部 (2010年11月24日 電子音楽部 DDCH-2320)

M3: Amp-Amplified
M7: Raindrops Keep Fallin' On My Desktop
- My Demolition Work - 『Signal/Noise』全9曲を3曲ずつ本人がリミックスしたシングル
  - My Demolition Work Vol.1 (2011年6月4日 Beat Surfers Inc.)
  - My Demolition Work Vol.2 (2011年7月23日 Beat Surfers Inc.)
  - My Demolition Work Vol.3 (2011年11月3日 Beat Surfers Inc.)
- Universal Constructor - CDシングル
  - Universal Constructor Vol.1 (2012年8月11日 Beat Surfers Inc.)
  - Universal Constructor Vol.2 (2012年11月15日 Beat Surfers Inc.)
  - Universal Constructor vol.3 (2014年4月5日 Beat Surfers Inc.)
- 虹をみた | 万能建設機#2 | o'clock | 虹をみたDub (2014年10月7日 Beat Surfers Inc.)
- IDは異邦人 | 家でひとり#1 | Trance-Pause Room | 家でひとり#2 (2015年10月9日 Beat Surfers Inc.)
- Radio Spaceship | Raindrops Keep Fallin' On My Desktop | 現象界パレット | IDは異邦人 Dub (2016年10月8日 Beat Surfers Inc.)
- デッドエンド羅針 (2017年6月2日 Beat Surfers Inc.) - 同曲名の異なるアレンジが4曲収録されている
- マイ・エイリアン | カナリア | Pilot Run #7 | マイ・エイリアン Dub (2017年11月27日 Beat Surfers Inc.)
- Nocto-Vision For You | Legs | 宇宙船 | カナリア -Instrumental- (2018年3月3日 Beat Surfers Inc.)
- Call Up Here | Run Radio II | Winter Mute | 雪山 (2019年12月4日 Beat Surfers Inc.)

### 関連作品
- 劇団健康「出鱈目的」 (1989年7月 アポロン, C255-1)
- ザ・グルーヴァーズ「ROCK'N'ROLL 90」 (1990年6月 ALFA RECORDS, ALCA-53)

M6: マイ･ハウス （プログラミング）
M9: 愛する権利 （プログラミング）
M11: ロックンロール90 （プログラミング）
- 尾島由郎「HANDS･SOME」 (1993年3月 NEWSIC, 28CD-NO18)

M1: BEATNIKS STATEMENT （共同作曲、Additional synthesizer and beats）
M2: DISCOMPOSURE （共同作曲、Additional synthesizer and beats）
- 梶谷美由紀「ファイヴ･ミー」 (1996年3月 トーラスレコード, TACP-1003)

M5: 幸せなほど 悲しくて（編曲）
- 梶谷美由紀「HEART & LIGHT」 (1996年12月 トーラスレコード, TACP-1005)

M5: 「さよなら」は言わない （作曲・編曲）
M8: どっち？ （編曲）
M11: 今宵、たまゆら･･･ （作曲・編曲）
- AJA「クスコー氏の宇宙船」 (1996年4月 PROP-FIZZ RECORDS, PFR-6015)

M1: クスコー氏の宇宙船 （編曲、プログラミング）
M9: ミルク色の森（編曲、プログラミング）
- AJA「赤い魚」 (1998年6月 徳間ジャパン･コミュニケーションズ, TKCF-40013)

M5: マリーン（編曲、プログラミング）
- 2MOODY「TOO...MOODY」 (1997年3月 Pi Records, RMPI-1007)

M2: Sing a Simple Song （編曲）
M4: 2人はロケット （編曲）
M5: 地球はメリーゴーランド（編曲）
- カオルコ「SWEET SWEET JUNKY」 (1997年6月 SONY RECORDS, SRCL-3932)

M3: ヘヴンと描いたくちびる（サウンドプロデュース）
- 吉成圭子(制服向上委員会)「ちゅう･ちゅう･ちゅう」 (1997年10月 POLYDOR, POCH-1655)

M1: 瞳の中のグッバイ （編曲）
M4: ワイルド@ハート （編曲）
M6: 夜汽車でチュウ･チュウ･チュウ （作曲・編曲）
M8: フライディ （編曲）
M9: トップガン（作曲・編曲）
- 堂埜陽子「ワイルド!!」 (1998年3月 ダブル・オーレコード, SRDL-4487) - シングル

M2: 好き･ズキ･KISS!（編曲）
- ザ･ミラクルマン「笹舟一浪太／僕はけむり」 (1999年10月 SURFACE RECORDS, SURFACE RG+6) - マキシシングル （ミックス）
- THE BOOM「LOVIBE」 (2000年10月 東芝EMI, TOCT-24402)

M5: 夏がとまる（Additional arrange, electronics effects)
- Kenzo Saeki&THE ELEKI MASSIVE「MAD FRENCH JAPANESE」 (2000年10月 MAD FRENCH, FSCF-70003)

M1: リラの門の切符きり （編曲）
M4: つけぼくろ （編曲）
M8: リラの門の切符きり (Full Version) （編曲）
- TIMESLIP-RENDEZVOUS「TIME CAPSULE」 (2002年3月 ELMIRAGE RECORDS, EMDA-001)

Disc1-M3: SLEEPING PIG
- 中島美嘉「FILM LOTUS II」 (2003年3月 Sony Music, AIBL9054) - DVD

HEAVEN ON EARTH - PV
- TODD A TRUE STAR (1997年6月 PONY CANYON, PCCA-01113) - トッド・ラングレンのトリビュート

M18: Open My Eyes - サエキけんぞう&中野テルヲ
- V.A.「BOOGIE WITH THE WIZARD ～A TRIBUTE TO MARC BORAN & T.REX」 (1997年11月 TEICHIKU RECORDS, TECW-30613)

M8: マジカル･ムーン - 野宮真貴+サエキけんぞう
- V.A.「DRIVE from 2000」 (1999年10月 徳間ジャパンコミュニケーションズ, TKCA-71704)

M11: 8mmパパ - SKYFISHER （ミキシング・エンジニア）
M12: 脳細胞NO才能 - SKYFISHER （ミキシング・エンジニア）
- ことぶき光「mosaic via post」 (2002年6月 シーアンドエー, CAPR0002) - Vox、UTS-2で参加
- みのすけ「シリウスまで自転車」 (1995年1月 PUSSYCAT RECORDS, PR-005)

M6: 僕のソプラノ （プログラミング）
M7: GO TO SIRIUS BY BICYCLE （electronics）
M9: 日常 （編曲）
- みのすけ「月は僕の味方」 (2006年3月 デルファイサウンド, DDCH-2100)

M3: 存在 （Electronics、編曲）
- Shampoo「3rd」 (2006年12月) - Shampoo×中野テルヲ
- FLOPPY「PROTOSCIENCE」 (2010年3月 CITRON RECORDINGS, DDCH-2318)

M8: meta色吐息 （リミックス）
- 4-D mode1「DENKMAL」 (2010年9月 4-D Label, 4DL-01)

M4: 緋色のCrew [Teruo Nakano's Cafe Mix]
- 「ケン・ハラクマのヨガ道 11マルチエクササイズ(2010年10月 竹緒 / BSフジ, B003ZC3YO4)」- BSフジで放映された番組のDVD
- KERA「LANDSCAPE」 (2019年5月 ナゴムレコード, CDSOL-1836、NGN-003/4)

M6: キネマ・ブラボー (作曲)  ※アナログ盤はM4

### ゲーム音楽
- SOUND OF TOWER (1995年12月 東芝EMI)
  - 高層ビルシミュレーション･ゲーム「TOWER」サウンドアルバム
  - 「TOP OF TOWER」 - サエキけんぞう&ルーガ
- SEGAバーチャファイター&バーチャファイター2 (1996年1月 東芝EMI, TYCY-5480/1)
- 完全中継プロ野球グレイテストナイン （SEGA）
- セガ･ラリー （SEGA）
- すごろクエスト ダイスの戦士たち （テクノス・ジャパン）
- WWFスーパースター （テクノス・ジャパン）

## 関連記事
- 平沢進
- 三浦俊一
- P-MODEL
- LONG VACATION
- ゲーム音楽の作曲家一覧